# Третье китайское завоевание государства вьетов
Третье китайское завоевание Вьетнама продолжалось во время существования двух китайских империй: Суй и Тан, с 602 по 905 годы.

## Установление власти Суй
Первое, что сделали суйские власти — упразднили административное деление на тяу (вьет. châu, тьы-ном 州) и вернули систему округов. Центром Зяотяу стал округ Зяоти (территория от Хабака до территории современного Ханоя), и именно с этого времени область располагавшаяся на территории современного Ханоя становится центром Зяотяу.
В 618 произошла смена империи Суй империей Тан, однако из-за большой автономии Зяотяу местный цзедуши даже не сразу узнал об этом. Правитель Кыутяна, Ли Юй, женившийся на вьетнамке, поднял восстание против китайцев, но не смог противостоять китайским армиям.

## Правление Тан в Зяотяу
Для танского Китая провинция Зяотяу представляла особый интерес: там было расположено несколько важных портов, с которых можно было бы получать богатую дань, кроме того Тан расширяла торговлю. Поэтому Танская империя решила сменить жёсткую ханьскую тактику на более либеральную: вместо властителей они стали присылать наместников, а также позволили горным племенам полуавтономное существование под контролем племенных вождей. Однако несмотря на подкуп вьетской знати, она укрепляла лишь собственное положение, ожидая момента для нового восстания.
С 679 года территория Зяотяу получила новое название «Аннам дохофу» (кит. 安南都护府, Ань нань ду ху фу, «Наместничество умиротворённого юга», англ. Protectorate General to Pacify the South).
Многократно поднимались восстания (самое успешное возглавил Май Хак Де в 722 году), все они были жестоко пресечены, а их участников скальпировали, сдирали с них кожу и возводя пирамиды из тел повстанцев. Таким образом было уничтожено более 80 000 человек.
Дань, поставляемая Аннамом, включала слоновую кость, рога носорога, панцири черепах, перья зимородка, желчь удава, рыбью кожу, алоэ, золото, серебро, а также изделия: шёлковую пряжу, креп, газовые ткани, тростниковые изделия, белый воск. Кроме этого, существовали налоги, включая подушный, подати и повинности. Танские историки указывали, что налоги были тяжёлыми. Тем не менее, китайцы постоянно расширяли обрабатываемые земли, совершенствовали сельское хозяйство, а также интродуцировали новые виды для животноводства.
Китайцы постоянно укрепляли границы, строя крепости и усиливая гарнизоны в Тонгбине. При Тан были восстановлены дороги, а также проведена сеть водных путей. В тяу Хоан раз в десять дней собирался рынок.
В 750 году королевство Наньчжао подняло восстание против танского Китая. В 751 году китайцы послали армию, которая потерпела поражение под Сяньгуанем. В 754 году была послана другая китайская армия, и тоже потерпела поражение. Вдохновлённые успехом, полководцы Наньчжао заняли весь Юньнань, вторглись в Бирму, северный Лаос и Таиланд, и продвинулись в Сычуань.
С 757 года название вьетского наместничества было сменено китайцами на «Чаннам дохофу» (кит. 镇南都护府, Чжэнь нань ду ху фу).
В 766 году вновь было возвращено прежнее название наместничества — «Аннам дохофу».
В 866 году, после изгнания китайцами армии Наньчжао и подавления сопротивления местного населения и знати, в период восстановленного танского господства название «Аннам дохофу» было сменено на «Тиньхайкуан» (кит: 靜海軍, Jinghai jun, Цзинхай цзюнь; вьетн: Tĩnh Hải quân, полностью: Тиньхайкуан тьет чан, «Правление областями спокойного моря»). Термин «Тиньхай» можно с натяжкой считать названием страны в то время.
Восстание семьи Кхук в 905 году положило конец постоянному владычеству китайцев над «Тиньхайкуаном», но это название вьетская территория носила до 967 года, а окончательную независимость страна получила лишь в XI веке при династии Ли.